# 嶋中鵬二
嶋中 鵬二（しまなか ほうじ、1923年2月7日 - 1997年4月3日）は、中央公論社社長。総合雑誌『中央公論』を中心に戦後の出版界に大きな業績を残したが、晩年は経営危機を招いた。嶋中雄作の次男。妻雅子（1924年 - 2004年）は政治学者蠟山政道の長女。子に中央公論社社長の嶋中行雄、エコノミストの嶋中雄二がいる。

## 来歴・人物
1935年、東京高等師範学校附属小学校（現・筑波大学附属小学校）卒業。同級生に鶴見俊輔や永井道雄、中井英夫がいた。
1940年、東京高等師範学校附属中学校（現：筑波大学附属中学校・高等学校）卒業。旧制府立高校を経て東京帝国大学文学部独文科卒業。太平洋戦争中は、勤労動員で中島飛行機（現在の富士重工）の研究所に勤務。
1947年から1948年まで、第14次新思潮に関わる。吉行淳之介によれば中井英夫が編集長格で、嶋中は黒幕的存在であったという。
1949年1月、父雄作が死去。会社を継いだ兄嶋中晨也もまた病死したため、明治大学と東洋大学の講師を辞して、26歳で中央公論社社長に就任。1956年、東京都中央区京橋に自社ビルを建設。
1961年、東京都新宿区の自邸に大日本愛国党の元構成員（17歳）が侵入。嶋中社長は不在だったが家政婦が刺殺され、雅子夫人が重傷を負う（嶋中事件）。当時、発売元であった『思想の科学』誌が天皇制特集号（1962年1月号）を組むと、発売停止にし無断で裁断（12月）。これに対して、言論人の間に『中央公論』への執筆拒否運動が起こった（『思想の科学』事件）。
1962年、大宅壮一と共に、産業経済新聞社社長（当時）の水野成夫に助言を与え、産経新聞に『竜馬がゆく』（司馬遼太郎）の連載を始めさせる。1965年から1967年までに発売した『日本の歴史』シリーズがヒット。
1984年、『中央公論』に「アメリカのマスコミを牛耳るユダヤ人たち」という記事を掲載した件について、アメリカのユダヤ人団体ADLのエイブラハム・フォックスマン委員長から抗議を受ける。
1994年、社長在任45年を機に、中央公論社会長に就任。長男の行雄が社長に就任。2年後の1996年、社長行雄を解任。これにより、社長は空席となる。
1997年4月3日、約150億円の負債を残して死去。妻雅子が会長となる（翌年社長を兼任）。1999年、中央公論社は読売新聞社傘下に入る（中央公論新社が新たに設立）。